# Мироносицкое кладбище (Харьков)
Мироносицкое кладбище — несуществующее ныне кладбище в Харькове XVIII века. Находилось при Мироносицкой церкви. С 1792 года было закрыто, так как вокруг него активно застраивались новые городские кварталы. На его месте создали Мироносицкую площадь, а с 1930 года — троллейбусное депо города Харькова. После закрытия депо на его месте создали Сквер Победы.